# Angelo Bignotti
Angelo Bignotti (Cremona, 1863 – 1923) è stato un poeta italiano.

## Biografia
Periodista, critico teatrale e poeta occasionale cremonese, Angelo Bignotti (1863–1923) scrisse più di una quarantina di testi per musica da camera e diede alle stampe tre raccolte di versi: Le mie canzoni (1866), Ideale: Versi (1889) e Nuove canzoni (1892). Fu inoltre l'autore dei libretti d'opera Il Bargello (1888) per Cesare Marilli, Fortunella (1899) per Luigi Pignalosa e Nama (1889) per Alfredo Donizetti. Stabilitosi a Barcellona, per circa dieci anni fu direttore del bimensile italiano «Cronaca d'Arte ed Eco della colonia italiana», che aspirava ad essere la voce rappresentativa della comunità italiana nella città catalana. In occasione dell'Esposizione Internazionale di Milano del 1911 pubblicò il libro Gli italiani a Barcellona (1910). Una parte degna di nota del succitato volume è dedicata alla descrizione delle compagnie d'opera italiane, che all'inizio del ventesimo secolo si esibivano nei teatri barcellonesi.